# Paštrik
Paštrik (alb. Pashtriku) je planina na granici Kosova i Albanije, 15-ak km zapadno od Prizrena, s najvišim vrhom od 1987 m/nm. Uz Šar-planinu i Koritnik dio je planina Šarske grupe. Dvije trećine pripadaju Albaniji, a jedna trećina Kosovu.